# Beatrice Cenci (film 1969)
Beatrice Cenci è un film del 1969 diretto da Lucio Fulci.
Il film racconta una vicenda realmente accaduta in Italia alla fine del XVI secolo, ovvero l'omicidio del conte Francesco Cenci da parte dei suoi servi con la complicità della figlia Beatrice, che venne poi giustiziata per aver preso parte al delitto.

## Trama
Francesco Cenci è un nobile romano inviso a tutta la città e odiato dai suoi stessi figli. Approfittando di scappatoie legali e corrompendo le autorità, Francesco è solito commettere abusi sui suoi concittadini, sia di modesta estrazione che di pari rango. Dopo l'ultimo delitto, viene esiliato nella sua villa di campagna, mentre la gendarmeria pontificia gli confisca parte dei beni. Stanca di vivere nella paura la figlia Beatrice a un servitore innamorato commissiona l'uccisione del padre. Il servitore assolda un assassino che, inscenando un suicidio, precipita il nobile da un balcone. Uno scudiero, scettico sull'ipotesi del suicidio, inizia a indagare fino a scoprire la verità. Il servo confesserà il nome della vera mandante dell'omicidio: Beatrice, che rivelerà di essere giunta a organizzare la morte del padre a causa delle continue violenze subite per mano dello stesso.

## Distribuzione
Venne distribuito nelle sale cinematografiche italiane il 14 novembre 1969.
Negli Stati Uniti venne distribuito dalla Athena Films nel settembre 1976 con il titolo The Cospiracy of Torture ed in versione ridotta (84 minuti).